# Елізар фон Купфер
Елізар фон Купфер (нім. Elisàr August Emanuel von Kupffer; 19 лютого 1872, Амбла, Естляндська губернія, Російська імперія — 31 жовтня 1942, Мінузіо, Тічино, Швейцарія) — європейський художник, літератор і філософ. Знаний також під псевдонімом Елісаріон (Elisarion). Склав першу у світі антологію гомосексуальної літератури (німецькою мовою). Один з яскравих художників гоморомантичного живопису першої половини XX століття, а також засновник езотеричної течії «кларизму», яка досягла найвищої точки розквіту в оформленні «Храму кларизму» у Мінузіо.

## Біографія

### У Російській імперії

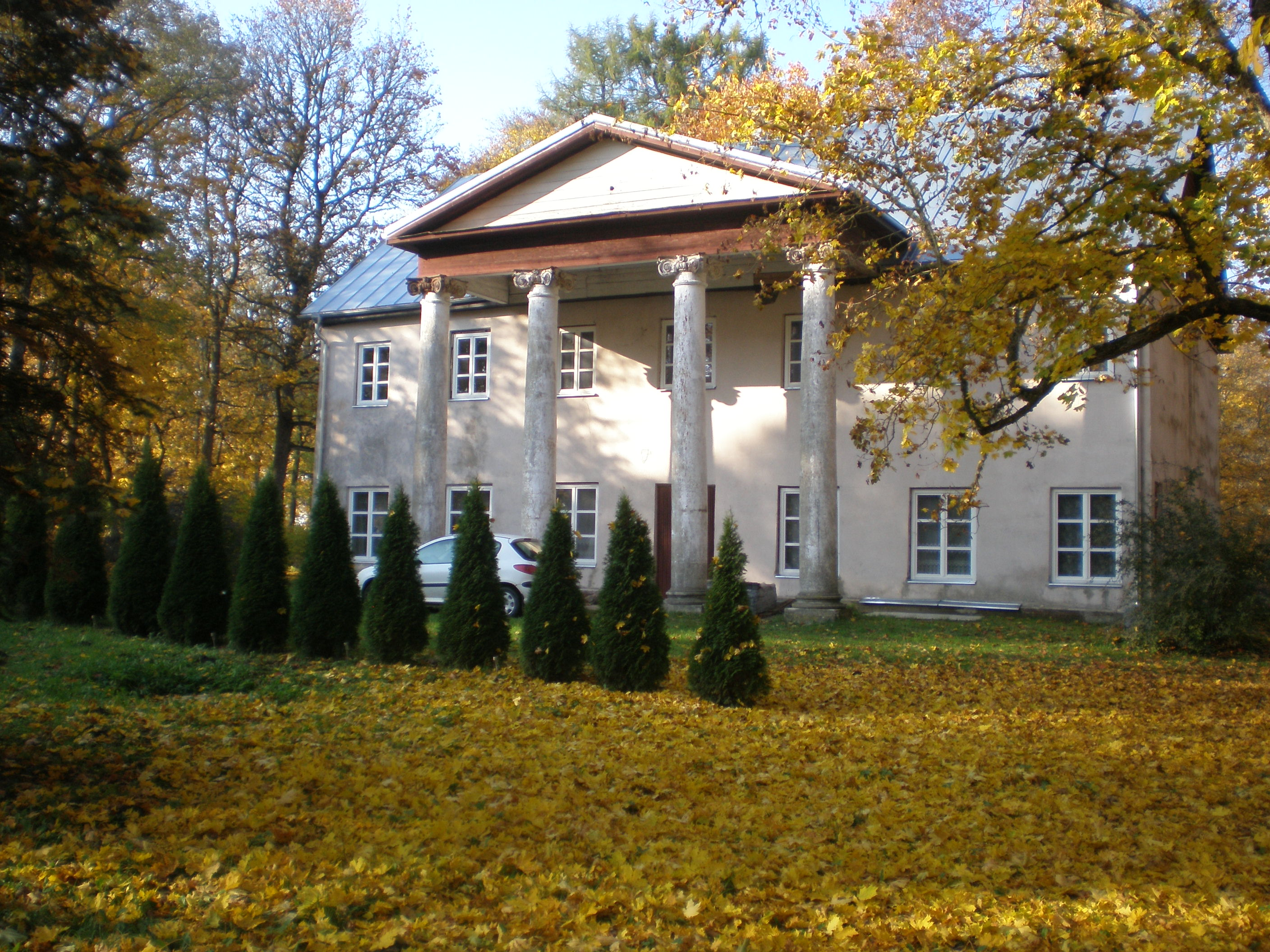
Садиба Йоотме

Народився 20 лютого 1872 року у містечку Софієнталь у районі естонського селища Амбла. Його батько Адольф фон Купфер походив зі старовинного дворянського роду балтійських німців, яке сягає коріннями Саксонії. Син ревельського вчителя, здобувши освіту в Дерптському (нині Тартуському) університеті, працював повітовим лікарем. Мати Елізабет Марі Крістін, до шлюбу Томсен, була дочкою естонського банківського службовця та емігрантки зі Швеції. Ця сімейна лінія мала багато музикантів-органістів серед родичів.
Елізар був третім з чотирьох дітей у сім'ї, середнім з трьох синів. Він ріс хворобливою дитиною: у п'ять років перехворівши на менінгіт і ревматоїдний артрит, надалі страждав на «загальну чутливість нервів», перенесена скарлатина призвела до часткової глухоти, переніс кір і страждав на короткозорість. Він описував своє дитинство як вступ до «світу плутанини», породжений «мачухою-природою». Попри це, він з ранніх років відрізнявся підвищеним інтелектом: навчився писати в п'ять років, а в дев'ять уже склав свою першу п'єсу «Дон Ірсіно».
У дитинстві Елізар фон Купфер цурався всіх видів «юнацьких ігор і занять», «любив красу» та відчував «інстинктивний страх перед потворністю». У своїх спогадах також особливо наголошував на впливі балтійської протестантської німецької культури, яка активно підтримувалася в сім'ї.
1883 року сім'я переїхала в маєток на мизі Йоотмі в тому ж районі (нині повіт Тапа). Особняк у стилі балтійського ампіру на все життя став для Елізара фон Купфера втіленням незайманого раю. Паралельно він вступив до гімназії в Ревелі, де мешкало багато рідних родини. Початок його навчання збігся з кампанією насильницької русифікації, ініційованої імператором Александром III, кий недавно зійшов на престол. Внаслідок відторгнення цієї політики Елізар фон Купфер так і не зміг вивчити російську мову досконало і не сприймав її як частину своєї культури.
1891 року вступив до німецького училища Святої Анни в Санкт-Петербурзі, яке закінчив два роки по тому. Водночас його старший брат Йоганнес навчався у Художній школі Штігліца. На цей період життя Елізара фон Купфера довелося дві важливі події. По-перше, 1892 року захворіла на рак і через рік померла його мама, що сильно потрясло юнака і віддалило від «старої віри». По-друге, в цей же період в Левашові Елізар фон Купфер познайомився з Агнес фон Гойнінген-Гюне, своїм першим коханням, і з сином головного лікаря Євангелічної лікарні Едуардом фон Маєром, людиною, яка згодом стала його найближчим другом, соратником і коханням на все життя.
1893 року вступив на факультет історії Сходу Санкт-Петербурзького університету, але незабаром перевівся на юридичний, де 1894 року склав проміжні іспити. В той самий час в Йоотмі він написав п'єсу «Die toten Götter» («Мертві боги»), яка відобразила його кризу віри.

### У Німеччині

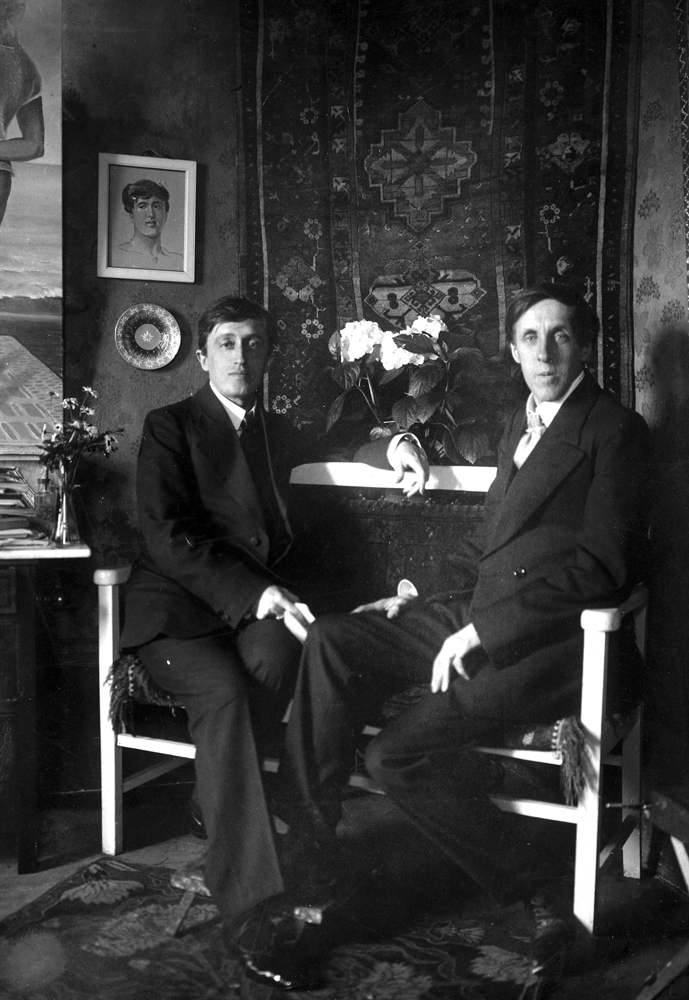
Фотопортрет Елізара фон Купфера та Едуарда фон Маєра прибл. 1930 рік

1884 року Едуард фон Маєр переїхав до Женеви. Це ще більше вразило Елізара фон Купфера, внаслідок чого того ж року він відправився у поїздку до Німеччини. Наступного року він повернувся туди і вивчав в Берліні та Мюнхені історію, філософію, етнографію, соціальну економіку й історію мистецтв, відвідував заняття в Берлінській академії образотворчих мистецтв. На цьому тлі відбувалися важливі події в особистому житті: переосмислення юнацької закоханості в Агнес фон Гойнінген-Гюне, усвідомлення своїх почуттів до Едуарда фон Маєра, його спроба самогубства, початок спільного проживання з ним, ще більші віддалення від культурного коріння та смерть батька. Сам Елізар фон Купфер описував цей період життя як час «самореалізації» та «еволюційних змін».

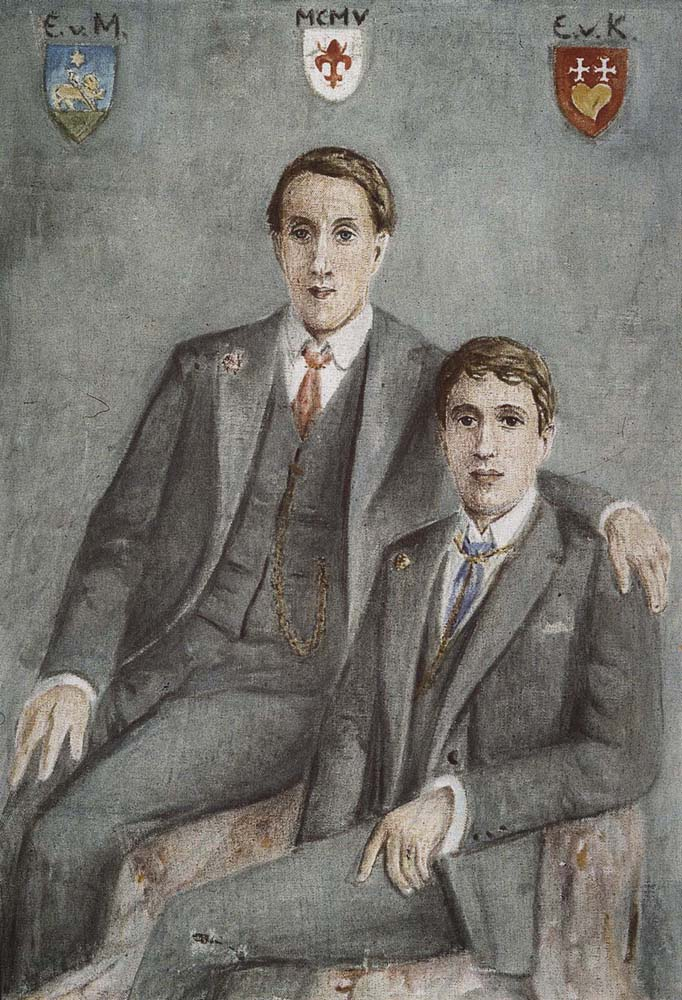
Автопортрет Елізара фон Купфера з Едуардом фон Маєром

Елізар фон Купфер спробував писати: видав книгу віршів «Leben und Liebe» («Життя і любов»), драму «Der Herr der Welt» («Володар світу»), три одноактні п'єси «Irrlichter» («Примарні вогні») й антологію «Ehrlos»(«Ганебний»).
1897 року Едуард фон Маєр захистив дисертацію з естетики філософа Артура Шопенгауера в університеті Галле, а Елізар фон Купфер закинув свої заняття в академії мистецтв. З цього моменту їхнє життя сплелося нерозривно. Вони разом вирушили в подорож Італією. Через перевал Готард молоді люди прибули до Венеції, потім відвідали Флоренцію, Рим, Неаполь, Капрі, Іскію і Помпеї, дорогою назад проїхали через Таорміну, Мессіну, Катанію, Сіракузи, Палермо, Рим, Монте-Карло, Авіньйон, Женеву, і повернулися в Берлін. Ця подорож справила величезне враження на Елізара фон Купфера. Й оскільки обидва мали проблеми зі здоров'ям, то вони продовжили такі «курортні» подорожі і надалі.
1898 року в Берліні Елізар фон Купфер почав писати першу у світі антологію одностатевого кохання «Lieblingminne und Freundesliebe in der Weltliteratur» («Дружня любов і любов між друзями у світовій літературі»), яка стала зокрема реакцією на судовий процес над англійським письменником Оскаром Вайлдом за звинуваченням у «грубій непристойності». 1899 року відбулась ще одна поїздка до Італії. Під час перебування у Римі здоров'я Елізара фон Купфера різко погіршилося. Ця криза підштовхнула його до формулювання нової езотеричної філософії «кларизму», що ймовірно натякало на протистояння поширеним у той час ідеям монізму. 1900 року антологія вийшла друком. У ній Елізар фон Купфер опонував медікалізованим поглядам на гомосексуальність німецьких вчених Ріхарда фон Крафт-Ебінґа і Магнуса Гіршфельда, розглядаючи феномен одностатевого кохання насамперед як культурно-історичний. Він прагнув не виправдати гомосексуальний потяг, а описати його через широкий контекст спадщини людства як елемент цивілізаційного прогресу. У своєму дослідженні Елізар фон Купфер звертався до прикладів з історії Античності, Відродження і німецького романтизму. При цьому протиставляв мужніх і жоновидих гомосексуалів, оспівуючи перших і тавруючи останніх. Вступ книги опублікували в німецькому гомосексуальному журналі «Der 20Eigene». Антологія викликала запеклу критику в кайзерівської Німеччини. На цьому тлі Елізар фон Купфер все більше захоплювався своєю новою філософією і прийняв псевдонім Елісаріон. 1902 року разом з Едуардом фон Маєром вони покинули Берлін і переїхали до Флоренції.

### В Італії

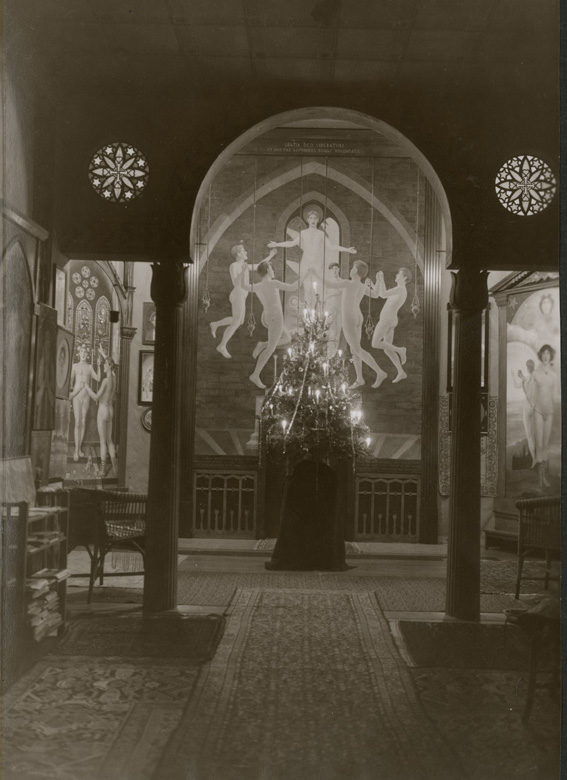
Краєвид перед дверима ротонди з циклорамою

Дослідники зазначають, що переїзд пари до Флоренції крім міркувань підтримки здоров'я та продовження освіти, значною мірою був зумовлений побоюваннями кримінального переслідування згідно з антигомосексуальним німецьким параграфом 175. Ця практика зміни місця проживання була поширена на той час серед квір-персон. Вони також сподівалися знайти нове середовище для розвитку свого філософського вчення. Проте зв'язки з Німеччиною не обірвалися. 1911 року Елізар фон Купфер з партнером організували в Мюнхені видавництво «Klaristische Verlag Akropolis». У ньому були видані основні їхні філософські праці «нової віри»: «Hymnen der heiligen Burg» («Гімни священного замку»; 1911), «Ein neuer Flug und eine heilige Burg» («Новий політ і Священний замок»; 1911), «Der unbekannte Gott» («Невідомий Бог»; 1912).

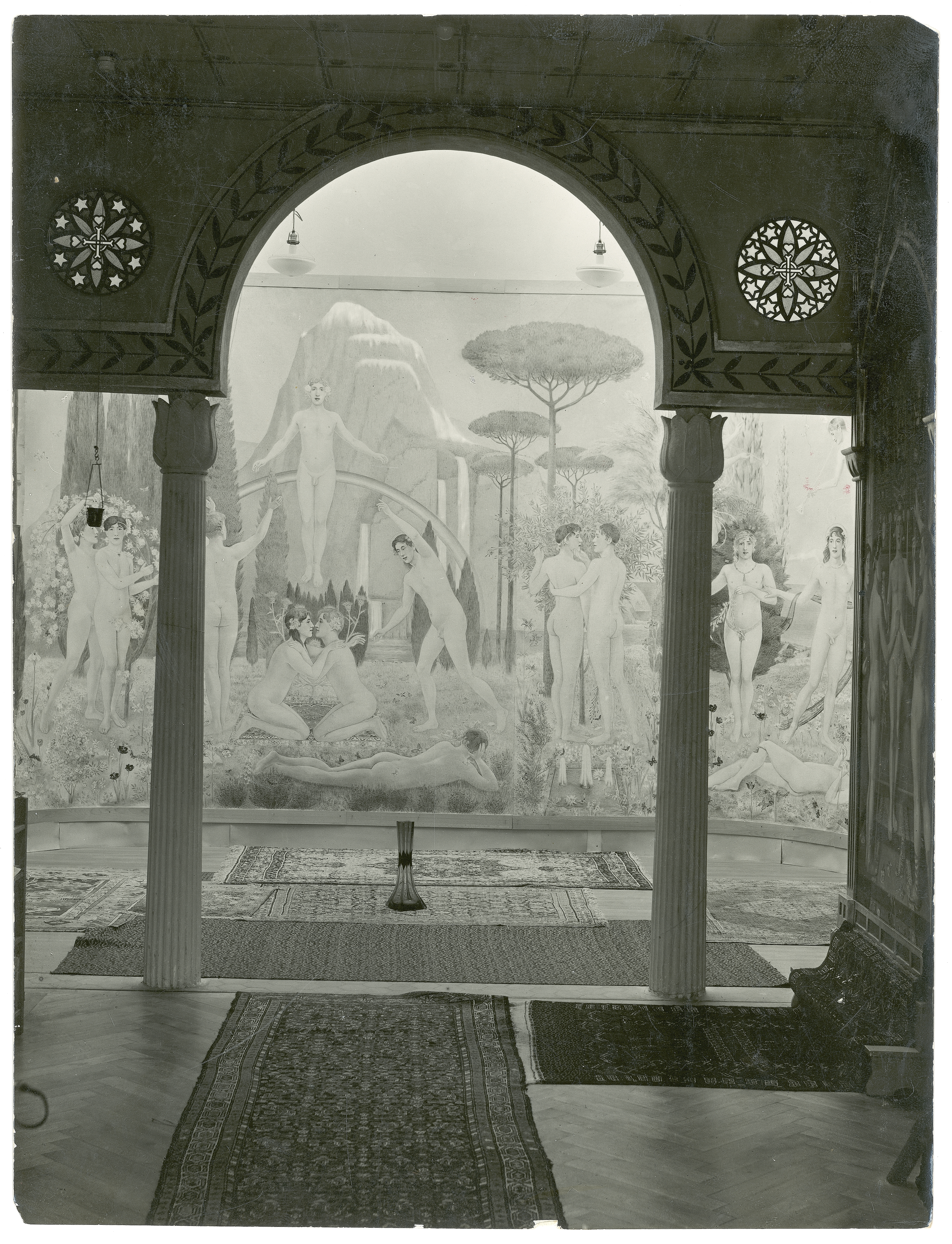
Краєвид крізь ротонду з циклорамою

1911 року пара заснувала громаду кларизму у Веймарі, а 1913 року — в Цюриху. Основою вчення була віра в те, що гомоеротична естетика може дати шанс людям звільнитися від «потворств світської реальності», що Ерос може об'єднати почуття та розум, відновивши тим самим цілісність людської природи. Елізар фон Купфер опонував ортодоксальному християнству, монізму, руху за «реформу життя», співчував ідеям Олени Блаватської та наукового прогресу, а також розробив власну теорію гендеру та сексуальності.
1913 року у галереї Борджі у Флоренції відбулася перша виставка картин Елізара фон Купфера, яка проголосила «живопис кларизму».

### У Швейцарії
1915 року пара залишила Італію через зростальну ворожість до німців на тлі Першої світової війни. Вони переїхали до швейцарського кантону Тічино, де 1922 року отримали громадянство й осіли до кінця свого життя. Саме там 1920 року Елізар фон Купфер розпочав роботу над монументальною циклічною панорамою, що спочатку називалася «Klarwelt». Частини цієї роботи вперше виставлялися 1924 року.
1925 року Елісар й Едуард придбали ділянку в містечку Мінусіо округу Локарно. 1 серпня 1927 року вони збудували там будівлю «храму кларизму», названого «Санктуаріум Артіс Елісаріон» («Sanctuarium Artis Elisarion»), який також служив їм будинком. У наступний період Елізар фон Купфер різко скоротив свої літературні дослідження, повністю присвятивши себе живопису та створення іконографії кларизму. Усі взаємодії з суспільством щодо поширення нового філософського вчення взяв на себе Едуард фон Маєр. 1930 року Елізар фон Купфер завершив монументальну мальовничу циклораму «Die Klarwelt der Seligen» («Ясний світ блаженних»). Проте ротонда для її експонування звели при «храмі» лише 1939 року. Після початку Другої світової війни діяльність громади кларизму зазнала кризи. Його посилили проблеми зі здоров'ям Елізара фон Купфера. 31 жовтня 1942 року він помер.

## Спадщина

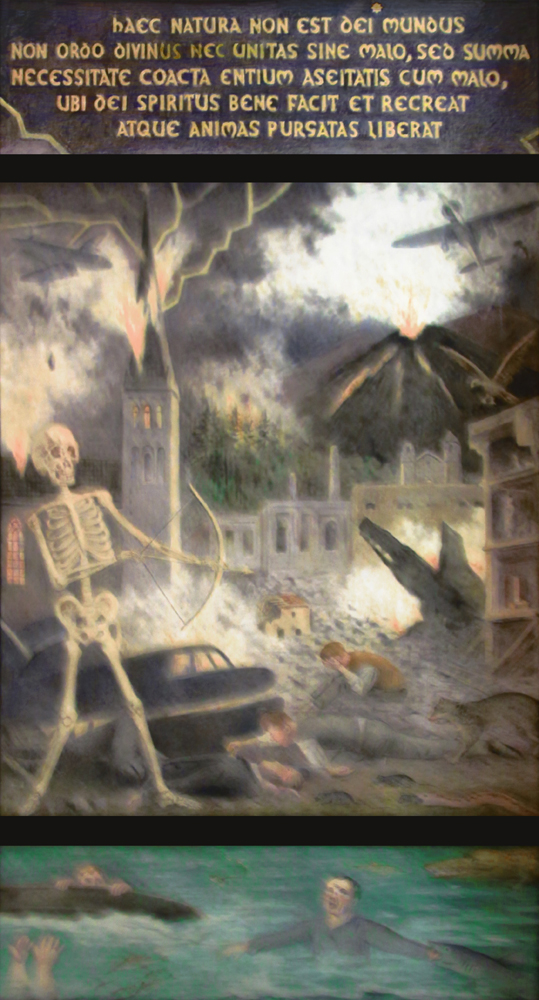
Падіння

Після смерті супутника Едуард фон Маєр взяв на себе завдання з архівування його спадщини. Однак, побоюючись засудження суспільства, він знищив документи, що вказували на його гомосексуальність: ті що стосувалися його стосунків з Елізаром, а також контактів з гомосексуальною субкультурою, зокрема Магнусом Гіршфельдом, журналами «Jahrbuch der sexuellen Zwischenstufen» і «Der Eigene», авторства гендерної теорії кларизму «Das Mysterium der Geschlechter» («Таємниця статей»). Поступово їхній будинок-храм перетворився на місцеву пам'ятку-«дивину», а потім згас. Едуард фон Маєр помер 1960 року, заповівши храм кантону. 1973 року після смерті колишнього економа будівля перейшла під управління муніципалітету. Через бюрократичну тяганину (зокрем ймовірно з гомофобних мотивів) «храм» піддався запустінню і руйнуванню. 1976 року його експозицією зацікавився мистецтвознавець Гаральд Зееман. Він врятував спадщину художника, вивівши його в місцеву анархо-мистецьку громаду на пагорбі Монте Веріта. 1981 року там відкрився «Centro Culturale Elisarion», де 1987 року в окремо побудованому будинку стала експонуватися циклорама фон Купфера. 2021 року у виставковому комплексі Монте Веріта провели велику реконструкцію панорами, відтворені втрачені ротонда і балдахін над нею. 1981 року ж після непрофесійної реконструкції, що знищила частину спадщини, в будівлі колишнього «храму» відкрили муніципальний культурний центр, частина експозиції якого була присвячена творчості фон Купфера. 2008 року заснували громадську благодійну організацію «The Pro Elisarion association», покликана зберегти спадщину художника.

### Живопис

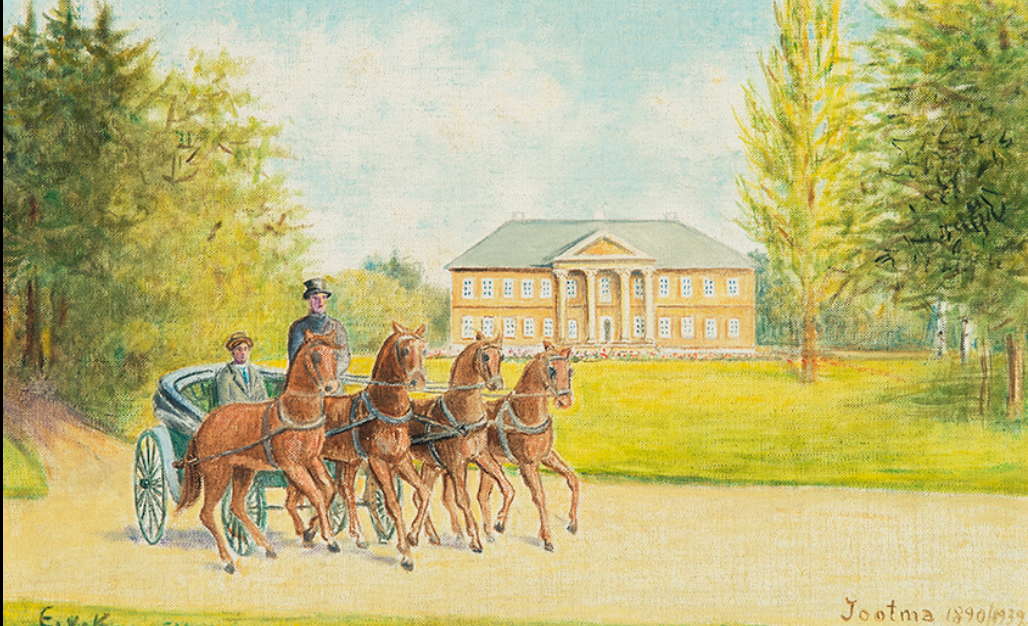
Віз у маєтку на мизі Йоотме, Елізар фон Купфер, прибл. 1900 рік Centro Elisarion

Більшість своїх живописних робіт Елізар фон Купфер створив між 1905 та 1930 роками. Вони багато посилань до класичного мистецтва Античності, при цьому помітно виражений вплив французького символізму, зокрема художників Пюві де Шаванна і Моріса Дені. Серед джерел натхнення Елізар фон Купфер називав і творчість німецького модерніста Людвіга фон Гофмана, з яким вони, ймовірно, були особисто знайомі. Дослідники відзначають і певний вплив філософії таких художників-абстракціоністів як-от Василь Кандинський і Піт Мондріан.
Донедавна мистецтвознавці оцінювали живопис Елізара фон Купфера як кіч, критикуючи його роботи за псевдоантичні та «надмірно гейські» сюжети. Проте інтерес дослідників до неї відродився як у культурному, так і в історичному контекстах. Мистецтвознавці вважають творчість Елізара фон Купфера важливим елементом історії мистецтва модерну. Крім того, його гендерне самовираження є унікальним явищем для тієї епохи.
У працях художника та мислителя важливе значення мала теософська філософія, яка розглядала світ як взаємодію енергій та живопис як його частину. Відповідно до цього вчення між глядачем і картиною відбувається «енергетична взаємодія», внаслідок якої людина стає єдиною цілою з навколишнім світом. Відповідно до кларизму мистецтво як «еманація Бога як еротичної сили» має сприяти перетворенню суспільства. Зображення оголених тіл (у тому числі автопортрети) розумілося Елізаром фон Купфером як геккелівська «художня форма природи» та божественне вираження.

У живопису художника важливе місце займають численні автопортрети в образах чепурного художника-філософа, Ганімеда, Севастіана Нарбонського, юнака-андрогіна або героя-переможця.
|                    |                    |                      |                |         |          |                           |                          |                         |                  |                |                        |                         |        |            |      |
| Автопортрет (1917) | Роззброєння (1914) | Час освячення (1919) | Хрест у Світлі | Ганімед | На пляжі | Приборкувач птахів (1918) | Душі перед суддею (1937) | Святий Севастіан (1913) | Святий Севастіан | Місячне світло | Храмовий танець (1918) | Юнак біля каміна (1925) | Неділя | Новий союз | Воїн |

Кульмінацією творчості Елізара фон Купфера стала його монументальна живописна циклорама «Ясний світ блаженних», створена для ротонди задуманого в майбутньому «храму кларизму». Спочатку вона також іменувалася як «Парфенонський фриз віри в Ерос». Розпочата на початку 1920-х років, циклорама була завершена 1929 року і стала зримим втіленням ідей нового Теософського вчення. Елізар фон Купфер у своїй автобіографії стверджував, що ідея полотна прийшла йому ще в шестирічному віці, коли він приснився собі сидячим на лотосі (посилання до буддизму). У картині можна виділити 33 сюжети, зображених на тлі пейзажів пір року і рельєфів місцевості. На полотні намальовані 84 оголених чоловічих й андрогінних фігур, прикрашених стрічками і квітами. Задній план зображує гори і рівнини, різну рослинність по різних кліматичних зонах, пурхають зграї метеликів. Картина має чітку ритмічну структуру. Горизонтальні лінії задані пейзажем на задньому фоні і лежачими оголеними тілами на передньому. Вертикальні орієнтири також оформляються через лінії навколишньої природи (горами і деревами) і стоячих фігурами. Групи чоловіків формують пірамідоподібні зміщені один на одного композиції, що змазує статичність картини. У 1940-х роках вийшла книга віршів фон Купфера «Zur Vertiefung in das Sanctuarium Artis Elisarion» в якій кожна глава пояснювала одну зі сцен циклорами.

## Комментарі
1. ↑  Не слід плутати з концепцією «кларизму» (от фр./нем. «clair»/«klar» — світлий, ясний), сформульованій у статті «О прекрасной ясности» (1910) російским поетом Михайлом Кузьміним з подачі Вʼячеслава Іванова[10][11][12]